# Bahnhof Langenfeld (Rheinland)
Der Bahnhof Langenfeld (Rheinland) ist einer von zwei Bahnhöfen mit Personenverkehr in der Stadt Langenfeld (Rheinland) in Nordrhein-Westfalen und Station der S-Bahn Rhein-Ruhr.

## Lage und Aufbau
Der Bahnhof liegt am Stadtrand von Langenfeld-Mitte und ist vor allem für Pendler in den Raum Düsseldorf und den Raum Köln von großer Bedeutung. Der Langenfelder Markt ist etwa 1,4 km vom Bahnhof entfernt. Der Bahnhof Langenfeld ist vor allem auch für die Nachbarstadt Monheim von Bedeutung, die keinen eigenen Bahnanschluss besitzt. Sowohl von der Straßenanbindung – die B 229 verbindet den Bahnhof Langenfeld direkt mit Monheim – als auch über die bequeme Busverbindung mehrerer Busse entlang der B 229 ist der Bahnhof schnell von Monheim auf einem sehr kurzen Weg zu erreichen. Der Busbahnhof Monheim befindet sich etwa 3,7 km westlich des Bahnhofs Langenfeld.
Der Bahnhof selbst besteht aus dem Bahnhofsteil S-Bahnhof im nördlichen Bereich und dem eigentlichen Bahnhof im südlicheren Bereich. Südlich des S-Bahnsteigs befindet sich ein Kehrgleis.
Im südlichsten Teil des Bahnhofes zweigt das Gleis zum Übergabebahnhof der Bahnen der Stadt Monheim ab.

## Geschichte
Der Bahnhof wurde 1845 an der Bahnstrecke Köln–Duisburg eröffnet und zählt zu den ältesten Bahnhöfen in der Region. Ursprünglich diente er als zentraler Bahnhof für die damalige Kreisstadt Solingen und deren Umland. Im Laufe der Zeit wurde das Bahnhofsgebäude mehrfach erweitert, um dem zunehmenden Verkehrsaufkommen gerecht zu werden.
Im Dezember 1968 wurde Langenfeld Endbahnhof der Linie S6 der S-Bahn Rhein-Ruhr. Im Zuge des Ausbaus der Strecke Köln–Düsseldorf und der Verlängerung der S-Bahn nach Köln wurde um 1990 ein neuer S-Bahnsteig im nördlichen Bereich des Bahnhofs errichtet. Der ursprüngliche Bahnhofsteil wurde 1991 für den regulären Zugverkehr geschlossen und später privatisiert.

## Bedienung
Der S-Bahnhof Langenfeld (Rheinl) der Linie S 6 der S-Bahn Rhein-Ruhr besitzt einen Mittelbahnsteig mit Zugang über einen Fußgängertunnel zur Straße Alter Knipprather Weg. Laut Nahverkehrsplan Kreis Mettmann 2014 ist Langenfeld (Rheinl) S mit 5.573 Ein- und Aussteigern aus dem SPNV, davon 2.658 Umsteigern zwischen den Bussen und der S-Bahn, die am meisten frequentierte Bahnstation im Kreis Mettmann.
| Linie | Verlauf | Takt |
| ----- | --- | --- |
| S 6   | Essen Hbf – Essen Süd – E-Stadtwald – E-Hügel – E-Werden – Kettwig – Kettwig Stausee – Hösel – Ratingen Ost – D-Rath – D-Rath Mitte – D-Derendorf – D-Zoo – D-Wehrhahn – Düsseldorf Hbf – D-Volksgarten – D-Oberbilk – D-Eller Süd – D-Reisholz – D-Benrath – D-Garath – D-Hellerhof – Langenfeld-Berghausen – Langenfeld (Rheinland) – Lev.-Rheindorf – Lev.-Küppersteg – Leverkusen Mitte – Lev.-Chempark – K-Stammheim – K-Mülheim – K-Buchforst – K-Messe/Deutz – Köln Hbf – K-Hansaring – K-Nippes (– K-Geldernstr./Parkgürtel – K-Longerich – K-Volkhovener Weg – K-Chorweiler – K-Chorweiler Nord – K-Blumenberg – K-Worringen) Stand: Fahrplanwechsel Dezember 2023 | 20 min (werktags) 30 min (sonn-/feiertags, Essen–Düsseldorf auch samstags) Nippes–Worringen nur werktags 5–20 Uhr und sonn-/feiertags 11–21 Uhr |
| S 68  | W-Vohwinkel – Haan-Gruiten – Hochdahl-Millrath – Hochdahl – Erkrath – D-Gerresheim – D-Flingern – Düsseldorf Hbf – D-Volksgarten – D-Oberbilk – D-Eller Süd – D-Reisholz – D-Benrath – D-Garath – D-Hellerhof – Langenfeld-Berghausen – Langenfeld (Rheinland) Stand: Fahrplanwechsel Dezember 2023 | 20 min (nur zur HVZ) |

Direkt neben dem Bahnhof befinden sich ein Busbahnhof, der von sieben Buslinien, sowie zwei Nachtlinien angefahren wird, sowie ein Park-and-Ride-Parkplatz. Die 200er-Buslinien werden vom VRS, die 700er-Buslinien werden von den Bahnen der Stadt Monheim und der Rheinbahn (Unternehmen) betrieben.
| Linie | Verlauf | Takt   |
| ----- | --- | ------ |
| 206   | Mathildenhof – Quettingen – Opladen, Busbf. – Langenfeld (Rheinl.) S – Langenfeld, Turnerstraße |        |
| 257   | Langenfeld (Rheinl.) S – Leichlingen-Bahnhof – Leichlingen, Busbahnhof |        |
| 785   | D-Altstadt, Heinrich-Heine-Allee – Benrather Straße – Steinstraße/Königsallee – Berliner Allee – Bilk, Feuerbachstraße – Uni-Kliniken – Werstener Dorfstraße – ohne Halt über A 46 – Hassels, Am Schönenkamp – D-Reisholz – Hassels, Kirche – Hilden-West, Hülsen – Hilden-Mitte, Fritz-Gressard-Platz – Hilden Süd – Hilden-Süd, Karnaper Straße – Lehmkuhler Weg – Langenfeld-Richrath, Zollhaus – Richrath, Kirche – Winkelsweg – Langenfeld, Rathaus – Langenfeld, Stadtmitte – Berliner Platz – Bahnhofstraße – Langenfeld |        |
| 790   | Langenfeld-Richrath, Götsche – Heinenbusch – Zollhaus – Richrath, Krankenhaus – Berghausener Straße – Langenfeld, Rathaus – Auguste-Piccard-Weg (An der Landstraße, 200 m) – Langenfeld-Mitte, Knipprather Straße – Langenfeld – Monheim, Waldschlößchen – Monheim, Busbahnhof – Kulturzentrum – mona mare |        |
| 791   | Solingen Hbf – Solingen-Ohligs Markt – Langenfeld-Wiescheid – Immigrath – Langenfeld Stadtmitte – Langenfeld – Monheim, Busbahnhof – Monheim, mona mare |        |
| SB 79 | Langenfeld – Monheim, Landwirtschaftszentrum1 – Monheim, Busbahnhof – Monheim, Rheinpark2 Mo–Fr nur tagsüber alle 20 min; Weitere Haltestellen zwischen 1 und 2 |        |
| NE 13 | Langenfeld S – Monheim, Mona Mare – Monheim, Altstadt – Monheim-Baumberg | 60 min |
| N 20  | Langenfeld S – Langenfeld-Reusrath – Leverkusen-Opladen Busbahnhof | 60 min |